# Nesodryas haa
Nesodryas haa är en insektsart som beskrevs av Frederick Arthur Godfrey Muir 1921. Nesodryas haa ingår i släktet Nesodryas och familjen sporrstritar. Inga underarter finns listade i Catalogue of Life.